# 赵文喜
赵文喜（1911年—1936年），满族，伊尔根觉罗氏，生于大清奉天省兴京县平顶山乡（今辽宁省抚顺市新宾满族自治县平顶山镇），早年落草深山，绰号大喜字。九一八事变后，先后加入辽宁民众自卫军和东北人民革命军，历任抗日农民自卫队队长、桓兴反日自卫队第一游击队大队长之职，1936年被俘，不屈而死。

## 生平
赵文喜于1911年生于晚清兴京县平顶山乡杉木厂村，早年因家贫辍学，在地主家扛活，后不甘于此，遂聚众落草，号“大喜字”，在平顶山一带的深山密林之中活动。九一八事变后，赵文喜先是率众加入了辽宁民众自卫军李春润部，后自卫军反抗失败，余部转为游击。1934年，杨靖宇率领东北人民革命军在当地号召民众抗日，赵文喜遂率众归附。杨靖宇当即任命赵文喜为农民自卫队队长，还于同年加入了中国共产党。由于赵文喜在当地的抗日绿林势力——“山林队”中颇有名望，因此影响“于胜武”、“保国军”、“占中央”、“老黑风”、“四海山”、“中国人”、“小白龙”、“日落好”等有名号的绿林人士先后加入杨靖宇麾下，有些不愿接受东北人民革命军改编的绿林组织也表示愿意听从杨靖宇调遣。不久，桓兴反日自卫队成立，下设两个大队，赵文喜担任第一游击队大队长，人称“红军大队长”。
此后，赵文喜在新宾县一带进行游击活动，曾在闹子沟俘敌30余名，又在窟窿榆树活捉当地警察署长孙海臣。1936年7月，满洲国靖安军曾试图围捕赵文喜，虽成功脱身，但其妻子、孩子被捕。当局曾试图以此为筹码引诱赵文喜投降，但遭到拒绝，遂将其妻子、孩子杀害。同年秋，赵文喜在苇子峪盖家店附近与日本守备队和满洲国治安队遭遇，因寡不敌众被俘。日军以软硬兼施的方式进行劝降，皆不果，遂将其处死。